# ジョン・オブ・スコットランド (ハンティンドン伯)
第9代ハンティンドン伯および第7代チェスター伯ジョン・オブ・スコットランド（John of Scotland, Earl of Huntingdon, 1207年ごろ - 1237年6月6日）は、ハンティンドン伯デイヴィッド・オブ・スコットランドとマティルダ・オブ・チェスターの息子。

## 生涯
ジョンは1222年ごろ、ウェールズのグウィネズ王サウェリン・アプ・ヨーワース（大サウェリン）の娘エレン・ヴェルフ・サウェリンと結婚した。
1219年、父ディヴィッドの死によりハンティンドン伯となった。
母方の叔父チェスター伯ラヌルフ・ド・ブロンドヴィルが1232年10月26日に死去すると、チェスター伯位はジョンの母マティルダ（モード）・オブ・チェスター（ラヌルフの長姉）に継承された。それから1か月も経たないうちに、母マティルダは国王の同意を得て、伯位を息子のジョンに生前贈与し、ジョンは母親の権利によりチェスター伯となり、ヘンリー3世によって1232年11月21日に正式にチェスター伯に叙せられた。その6週間後の1233年1月に母マティルダが死去すると、自身の権利によりチェスター伯となった。
ジョンは1237年6月6日、30歳で子供を残さずに亡くなった。ジョンもまた、叔父のラナルフと同様に3人の姉妹を共同相続人として残した。姉妹らは財産を分け合うことに同意し、長女クリスチャンの夫ウィリアム・ド・フォルツを妻の権利によりチェスター伯およびハンティンドン伯にすることにした。しかしヘンリー3世は「これほどすばらしい領土が女性の間で分割されることのないよう」伯領を王室に併合することを決定した。1246年、ヘンリーはジョンの4人の姉妹からチェスター領を購入した。チェスター伯位は1264年にシモン・ド・モンフォールに、ハンティンドン伯位は1337年にウィリアム・ド・クリントンにそれぞれ与えられた。